# Fânațe (Band), Mureș
Fânațe este un sat în comuna Band din județul Mureș, Transilvania, România.